# Great Limpopo Transfrontier Park

Great Limpopo Transfrontier Park

Great Limpopo Transfrontier Park is een 35.000 km² groot park dat meerdere landen in Afrika overschrijdt. Het wordt gevormd op het grensgebied van Zuid-Afrika, Zimbabwe en Mozambique. Het verbindt het Limpopo National Park in Mozambique, het Kruger National Park in Zuid-Afrika, Gonarezhou National Park, Manjinji Pan Sanctuary en Malipati Safari Area in Zimbabwe, evenals het gebied tussen Kruger en Gonarezhou, de Sengwe.